# بدر الفليج
بدر الفليج (14 يونيو 1977) هو عدّاء كويتي. شارك في سباق التتابع 4 × 400 متر للرجال [الإنجليزية] في الألعاب الأولمبية الصيفية 2000.